# Frank Warren

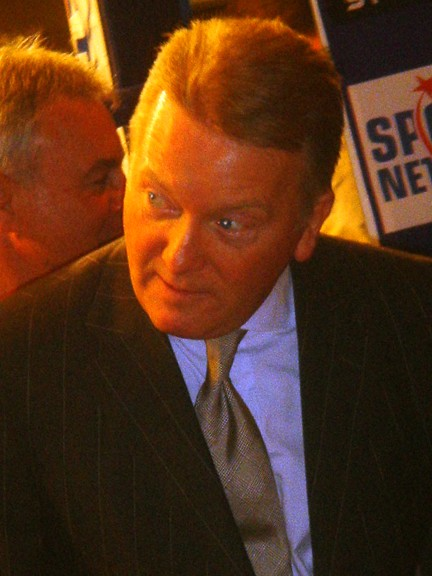
Frank Warren im Jahr 2008

Frank Warren (* 28. Februar 1952 in Islington, London) ist ein englischer Boxpromoter und Manager.
Warren promotete seine erste Show im Londoner Bloomsbury Crest Hotel 1980.
Am 30. November 1989 wurde er vor dem Broadway Theatre in Barking von einem Unbekannten niedergeschossen.
Eine Kugel aus einer .22er Luger-Pistole verfehlte sein Herz nur um gut zwei Zentimeter.
Der Ex-Boxer Terry Marsh, der sein erster "Welttitel"-Halter gewesen war und mit ihm in einem Streit um Geld verwickelt war, wurde zunächst beschuldigt, der Täter zu sein, seine Schuld wurde aber nie bewiesen, die Tat nie aufgeklärt.
1995 ging er einen Vertrag mit dem Pay-TV-Sender Sky Sports ein, diese trennten sich aber wegen der niedrigen Qualität seiner Kämpfe (v. a. WBO aber auch WBU "Titel") wieder von ihm, so dass er jetzt mit dem kleineren Sender ITV vorliebnehmen muss.
Warren ist nach dem Ausscheiden von Mickey Duff (1929–2014) der mit Abstand größte Promoter in Großbritannien.
Seine Stars sind Dereck Chisora, Joe Calzaghe und Amir Khan, Ricky Hatton war ebenfalls zeitweise bei ihm unter Vertrag, boxt jedoch nun auf eigene Rechnung.
Warren wurde im Juni 2008 in die International Boxing Hall of Fame aufgenommen.